# Dalajlama

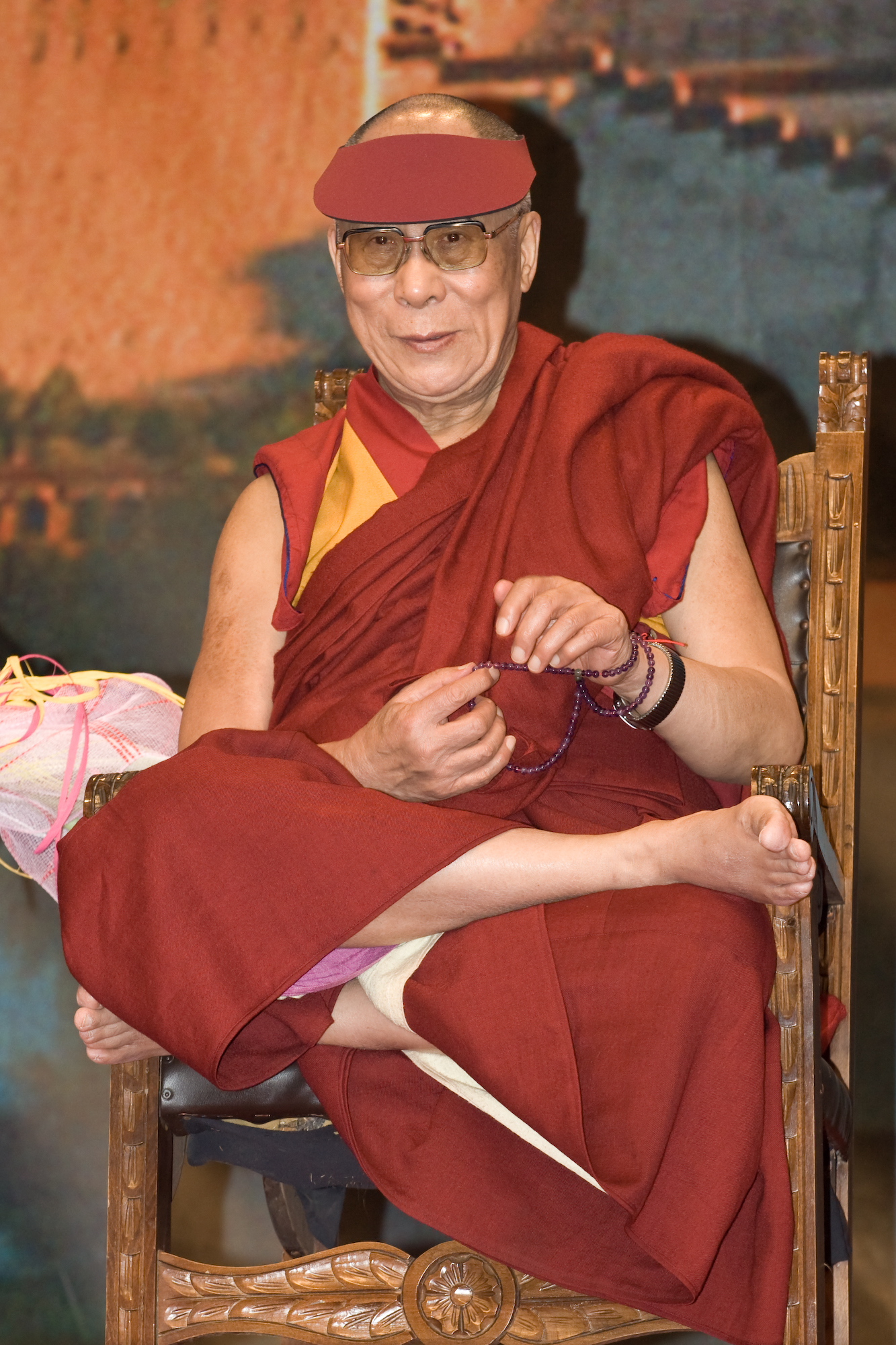
Tenzin Gjaco – obecny czternasty Dalajlama

Dalajlama (tyb. ཏཱ་ལའི་བླ་མ་, Wylie: taa-la’i bla-ma, ZWPY: Dalai Lama) – przedstawiciel szkoły gelug – jednej z czterech największych szkół buddyzmu tybetańskiego. Buddyści tybetańscy uważają Dalajlamę za manifestację bodhisattwy współczucia Awalokiteśwary, który odradza się, aby udostępniać wyzwalające z cierpienia nauki innym czującym istotom.
Określenie dalajlama pochodzi z połączenia słów ta-le (ocean) i bla-ma – lama. Tytuł dalajlamy nadał lamie Sonam Gjaco (bSod-nams-rgya-mtsho, Sönam Gjaco; 1543–1588), ówczesnemu przywódcy tybetańskiej tradycji buddyjskiej gelug, wódz Mongołów, Altan-chan podczas ich spotkania w 1578 roku. Tytuł ten miał oznaczać lamę (o mądrości) jak ocean.
Retrospektywnie tytułu tego używa się w odniesieniu do Genduna Drupa (dGe-'dun-grup), czyli Dalajlamy I oraz Genduna Gjaco (dGe-'dun-rgya-mtsho), Dalajlamy II – poprzedzających Sonam Gjaco zwierzchników klasztoru Drepung, Sera i Taszilunpo. Sami Tybetańczycy używają w odniesieniu do dalajlamy (a często i innych najważniejszych inkarnacji tybetańskich – np. karmapy) terminu Gjalła Rinpocze (rgyal-ba-rin-po-che) – Zwycięski Rinpocze.
Według buddyzmu tybetańskiego dalajlama jest jednym z tulku – istot, które po śmierci świadomie wybierają swoje kolejne wcielenie. Dalajlamowie wielokrotnie przepowiadali za życia, gdzie narodzi się ich następna inkarnacja. Tym samym, zgodnie z tybetańskim światopoglądem, jest tylko jeden dalajlama, a kolejne numery oznaczają jedynie kolejne wcielenia tej samej osoby. Dalajlamowie wraz z panczenlamami stanowią najbardziej znaczącą historyczną linię przekazu nauk tantrycznych w szkole gelug będąc sobie wzajemnie nauczycielami, mistrzami i wychowawcami w kolejnych odrodzeniach.
Od 1751 do 1950 kolejni dalajlamowie byli świeckimi władcami Tybetu, od 1912 roku faktycznie niepodległego. Do 2011 roku był świeckim przywódcą Tybetańczyków poprzez Centralny Rząd Tybetański, tj. tybetański rząd na uchodźstwie z siedzibą w Dharamsali w Indiach.

## Lista dalajlamów
| Nr  | Tytuł          | Grafika | Okres życia | Okres sukcesji                 | Język tybetański/Transliteracja Wyliego | Pinyin tybetański | Inne transkrypcje                   |
| --- | -------------- | ------- | ----------- | ------------------------------ | --------------------------------------- | ----------------- | ----------------------------------- |
| 1.  | Gendun Drup    |         | 1391–1474   | ?                              | དྒེ་འདུན་འགྲུབ་ dge ‘dun ‘grub               | Gêdün Chub        | Gedun Drub, Gedün Drup, Gendun Drup |
| 2.  | Gendun Gjaco   |         | 1475–1541   | ?                              | དགེ་འདུན་རྒྱ་མཚོ་ dge ‘dun rgya mtsho        | Gêdün Gyaco       | Gedün Gyatso, Gendün Gyatso         |
| 3.  | Sonam Gjaco    |         | 1543–1588   | 1578–1588                      | བསོད་ནམས་རྒྱ་མཚོ་ bsod nams rgya mtsho      | Soinam Gyaco      | Sönam Gyatso                        |
| 4.  | Jonten Gjaco   |         | 1589–1616   | ?                              | ཡོན་ཏན་རྒྱ་མཚོ་ yon tan rgya mtsho          | Yoindain Gyaco    | Yontan Gyatso                       |
| 5.  | Lobsang Gjaco  |         | 1617–1682   | 1642–1682                      | བློ་བཟང་རྒྱ་མཚོ་ blo bzang rgya mtsho        | Lobsang Gyaco     | Lobzang Gyatso, Lopsang Gyatso      |
| 6.  | Cangjang Gjaco |         | 1683–1706   | ? –1706                        | ཚང་དབྱངས་རྒྱ་མཚོ་ tshang dbyangs rgya mtsho | Cangyang Gyaco    |                                     |
| 7.  | Kelzang Gjaco  |         | 1708–1757   | 1751–1757                      | བསྐལ་བཟང་རྒྱ་མཚོ་ bskal bzang rgya mtsho    | Gaisang Gyaco     | Kelsang Gyatso, Kalsang Gyatso      |
| 8.  | Jamphel Gjaco  |         | 1758–1804   | 1786–1804                      | བྱམས་སྤེལ་རྒྱ་མཚོ་ byams spel rgya mtsho      | Qambê Gyaco       | Jampel Gyatso, Jampal Gyatso        |
| 9.  | Lungtok Gjaco  |         | 1806–1815   | 1808–1815                      | ལུང་རྟོགས་རྒྱ་མཚོ་ lung rtogs rgya mtsho      | Lungdog Gyaco     | Lungtog Gyatso                      |
| 10. | Cultrim Gjaco  |         | 1816–1837   | ?                              | ཚུལ་ཁྲིམ་རྒྱ་མཚོ་ tshul khrim rgya mtsho      | Cüchim Gyaco      | Tshültrim Gyatso                    |
| 11. | Khedrub Gjaco  |         | 1838–1856   | 1844–1856                      | མཁས་གྲུབ་རྒྱ་མཚོ་ mkhas grub rgya mtsho      | Kaichub Gyaco     | Kedrub Gyatso                       |
| 12. | Trinlej Gjaco  |         | 1857–1875   | 1873–1875                      | འཕྲིན་ལས་རྒྱ་མཚོ་ ‘phrin las rgya mtsho      | Chinlai Gyaco     | Trinle Gyatso                       |
| 13. | Thubten Gjaco  |         | 1876–1933   | 1895–1933                      | ཐུབ་བསྟན་རྒྱ་མཚོ་ thub bstan rgya mtsho      | Tubdain Gyaco     | Thubtan Gyatso, Thupten Gyatso      |
| 14. | Tenzin Gjaco   |         | 1935-       | 1940– (od 1959 na uchodźstwie) | བསྟན་འཛིན་རྒྱ་མཚོ་ bstan ‘dzin rgya mtsho    | Dainzin Gyaco     | Tenzing Gyatso                      |